# Boyd Gaines
Boyd Payne Gaines (Atlanta, 11 maggio 1953) è un attore statunitense.
Ha avuto una lunga carriera a Broadway e per il suo lavoro a teatro ha vinto quattro Tony Award:  il Tony Award al miglior attore non protagonista in un musical per Contact (2000) e Gypsy (2009), il Tony Award al miglior attore non protagonista in uno spettacolo per The Heidi Chronicles (1989) e il Tony Award al miglior attore protagonista in un musical per She Loves Me (1994).
Nel 2014 ha recitato con Angela Lansbury e James Earl Jones nel tour australiano della commedia premio Pulitzer A spasso con Daisy.

## Filmografia parziale

### Cinema
- Saranno famosi (Fame), regia di Alan Parker (1980)
- Porky's - Questi pazzi pazzi porcelloni! (Porky's), regia di Bob Clark (1981)
- Sacco a pelo a tre piazze (The Sure Thing), regia di Rob Reiner (1985)
- Gunny (Heartbreak Ridge), regia di Clint Eastwood (1986)
- Chiamami di notte (Call Me), regia di Sollace Mitchell (1988)
- Funny Games, regia di Michael Haneke (2007)
- Il cardellino (The Goldfinch), regia di John Crowley (2019)

### Televisione
- Giorno per giorno (One Day at a Time) – serie TV (1981 -1984)
- Hotel – serie TV, 3 episodi (1984-1986)
- Evergreen – miniserie TV (1985)
- Avvocati a Los Angeles (L.A. Law) – serie TV (1986)
- Piece of Cake – miniserie TV, 6 puntate (1988)
- Jackie (A Woman Named Jackie), regia di Larry Peerce – miniserie TV (1991)
- Angela's Eyes – serie TV (2006)

## Teatro (parziale)
- Risveglio di primavera di Frank Wedekind. Public Theater dell'Off-Broadway (1978)
- Un mese in campagna di Ivan Turgenev. Roundabout Stage 1 dell'Off-Broadway (1979)
- The Heidi Chronicles di Wendy Wasserstein. Gerald Schoenfeld Theatre di Broadway (1989)
- Lettere d'amore di A. R. Gurney. Steppenwolf Theatre di Chicago (1990)
- La commedia degli errori di William Shakespeare. Delacorte Theater dell'Off-Broadway (1992)
- She Loves Me di Sheldon Harnick e Jerry Bock. Brooks Atkinson Theatre di Broadway (1993)
- Company di Stephen Sondheim e George Furth. Criterion Center Stage Right di Broadway (1995)
- Il maggiore Barbara di George Bernard Shaw. Irish Repertory Theatre dell'Off-Broadway (1998)
- Cabaret di Joe Masteroff, John Kander e Fred Ebb. Studio 54 di Broadway (1999)
- Contact di John Weidman e autori vari. Lincoln Center di Broadway (2000)
- Pigmalione di George Bernard Shaw. American Airlines Theatre di Broadway (2007)
- Gypsy di Arthur Laurents, Stephen Sondheim e Jule Styne. St James Theatre di Broadway (2008)
- A spasso con Daisy di Alfred Uhry. John Golden Theatre di Broadway (2010), Wyndham's Theatre di Londra (2011)
- Un nemico del popolo di Henrik Ibsen. Samuel J. Friedman Theatre di Broadway (2012)
- Piccola città di Thornton Wilder. George Street Playhouse di New Brunswick (2014)

## Doppiatori italiani
Nelle versioni in italiano delle opere in cui ha recitato, Boyd Gaines è stato doppiato da:
- Claudio Capone in Porky's - Questi pazzi pazzi porcelloni!
- Massimo Lodolo in Hotel (ep.02x28)
- Oreste Baldini in Sacco a pelo a tre piazze
- Gianni Bersanetti in Gunny
- Giorgio Melazzi in Angela's Eyes
- Sergio Lucchetti in Funny Games
- Domenico Maugeri in The Good Wife